# Louis King
Louis King, född 28 juni 1898, död 7 september 1962, var en amerikansk filmregissör.
Louis King var bror till Henry King. Han kom till filmen 1919 och gjorde sig känd som en skicklig regissör, särskilt inom detektivgenren. Bland hans filmer i det facket märks Charlie Chan i Egypten, Bulldog Drummonds stora kupp och Gangsterläkaren. Stor framgång hade King även med filmer i äventyrsstil såsom Åskmolnet, Smoky, Bergens hjälte och Vildmarken kallar, alla inspelade 1945–1949.